# Fievel et le Mystère du monstre de la nuit
Série
Fievel et le Trésor perdu
(1998)
Pour plus de détails, voir Fiche technique et Distribution.
Fievel et le Mystère du monstre de la nuit (An American Tail: The Mystery of the Night Monster) est un film d'animation américain réalisé par Larry Latham (en), sorti directement en vidéo en 1999.
C'est le quatrième et dernier film qui met en scène la jeune souris Fievel.

## Synopsis
Un fléau s'abat sur la ville des souris et hante les rêves de Fievel : un monstre enlève les souris de New York. Qui est ce monstre ? Avec Nellie Brie, une journaliste, Fievel se lance à la poursuite de cette "créature".

## Fiche technique
- Dates de sortie :  Royaume-Uni : 6 mars 2000 /  États-Unis : 25 juillet 2000 /  France : 3 février 2006

## Distribution

### Voix originales
- Thomas Dekker : Fievel Souriskevitz
- Lacey Chabert : Tanya Souriskevitz
- Jane Singer : Mama Souriskevitz
- Nehemiah Persoff : Papa Souriskevitz
- Dom DeLuise : Tiger
- Pat Musick : Tony Toponi
- Susan Boyd : Nellie Brie
- Robert Hays : Reed Dailey (Charlie La Une)
- Candi Milo : Madame Mousey
- John Mariano : Twitch (Chat Malieur)
- John Garry : Lone Woof (Loup Solitaire)

### Voix françaises
- Elliott Weill : Fievel Souriskevitz
- Marie Charlotte Leclaire : Tanya Souriskevitz
- Françoise Rigal : Nellie Brie (voix parlée)
- Claude Lombard : Nellie Brie (voix chantée)
- Roger Lumont : Papa Souriskevitz
- Nathalie Nerval : Mama Souriskevitz
- Alain Dorval : Tiger
- Donald Reignoux : Tony Toponi
- Brigitte Virtudes : Lady Rikiki
- Henri Poirier : le maire, McKilt, Loup Solitaire, deux chats
- Jane Val : voix additionnelles

## Autour du film
- Les voix originaux : Fievel et le mystère du monstre de la nuit sera le seul opus de la série où Erica Yohn n'incarne pas la mère de Fievel.
- Les voix françaises : Roger Lumont, Nathalie Nerval et Alain Dorval sont les trois seuls voix françaises à tenir leurs mêmes rôles dans la série Fievel : Roger Lumont et Nathalie Nerval sont les voix des parents de Fievel tandis que Alain Dorval incarne le chat Tiger.